# Матвеев, Валентин Степанович
Валентин Степанович Матвеев (29 июня 1924, с. Селищи, Атяшевская волость, Ардатовский уезд, Ульяновская губерния — 21 ноября 2001, Екатеринбург) — советский и российский психолог, педагог, популяризатор науки.

## Биография
Родился 29 июня 1924 года в селе Селищи Атяшевской волости Ардатовского уезда Ульяновской губернии (ныне — Атяшевский район Республики Мордовии).
В годы Великой Отечественной войны — контрольный мастер КИП завода № 50 Народного комиссариата тяжёлой промышленности. Награждён медалью «За доблестный труд в Великой Отечественной войне» (1945).
В 1948 году окончил историко-филологический факультет Уральского государственного университета.
С 1948 по 1956 год работал учителем русского языка, литературы, психологии, логики в школах Свердловска.
В 1952—1985 годах — старший преподаватель кафедры педагогики, психологии и частных методик Уральского университета.
С 1995 по 2001 год преподавал на высших женских курсах при Уральском университете.
Умер 21 ноября 2001 года. Похоронен на Сибирском кладбище Екатеринбурга.

## Научная деятельность
Активный член общества «Знание» с 1948 года. Автор ряда научных статей и научно-популярных книг по неосознанным видам психической деятельности.
Автор книги «О „загадочном“ в психике» несколько раз переизданной, изданной в Москве, Киеве и Ташкенте, переведённой на украинский и узбекский языки.

Цель книги «О „загадочном“ в психике» — снять покровы таинственности с таких явлений, как лунатизм и летаргия, гипноз и внушение, инстинкты и предчувствия. Ключом к этим «тайнам психики» является изучение физиологии высшей нервной деятельности. В книге приведено много интересных фактов.— журнал «Биология в Школе», 1962 год
В 1979 году B. C. Матвеев и А. С. Новомейский выдвинули оригинальную экологическую гипотезу «кожного зрения», суть которой в предположении, что влияние окраски внешней среды на поведение и психическую деятельность человека объясняется экологическим фактором, сложившимся в результате многовекового взаимодействия человека с окружающей его природной цветовой средой. По их мнению, ещё первобытные люди воспринимали дневные тона — зелёный (лес), синий (небо), жёлтый (солнце) — как спокойные и нейтральные. Ночные цвета — фиолетовый, чёрный и цвет, пожара — оранжево-красный — ощущались как тревожные.
В книге «Загадки и резервы психики» имеется упоминание о поставленном ими эксперименте, где три студентки Свердловского пединститута «читали руками», что было показано сюжетом в научно-популярном фильме «Семь шагов за горизонт» 1968 года снятом на студии «Киевнаучфильм» режиссёром Феликсом Соболевым.

## Публикации
Книги:
- «Таинственное» в психике и наука. — Свердловск: Книжное издательство, 1958. — 110 с.
  - О «загадочном» в психике. — 2-е изд., доп. и перераб. — Москва: Учпедгиз, 1960. — 146 с.
  - О «загадочном» в психике. — 3-е изд., доп. — Свердловск: Кн. изд-во, 1962. — 204 с.
- Как психология опровергает религиозные суеверия. — Москва: Знание, 1959. — 32 с.
- Загадки и резервы психики / Предисл. К. Н. Любутина, Д. В. Пивоварова. — Свердловск: Изд-во Урал. ун-та, 1990. — 238 с.

Публикации:
- Научная конференция Уральского отделения общества психологов / Матвеев В. С. Судаков Н. И. // «Вопросы психологии». — 1963. — № 2.
- О мысленном внушении, «телепатах», сенсациях и чувстве ответственности // «Урал». — 1969. — № 1. — с. 113—136.
- О неосознаваемых формах отражения и механизме осознания // Сборник «Ленинская теория отражения и проблемы психологии». — Свердловск, 1971.
- Объективные и субъективные условия неосознаваемого отражения действительности человеком // Сборник «Ленинская теория отражения и проблемы психологии». — Свердловск, 1973.